# Электрификация Советского Союза (опера)
«Электрификация Советского Союза» (англ. The Electrification of the Soviet Union) — опера в двух актах британского композитора Найджела Осборна на либретто поэта Крэйга Рейна по мотивам двух произведений Бориса Пастернака: «Повести» (1929) и романа в стихах «Спекторский» (1931). Среди действующих лиц оперы фигурирует сам Пастернак.

## История
Опера была написана Осборном по заказу компании «Би-би-си» для Глайндборнского оперного фестиваля. Название было взято авторами из знаменитого ленинского лозунга:
Коммунизм — это есть Советская власть плюс электрификация всей страны.
Премьера состоялась в рамках этого фестиваля в 1 января 1987 года в постановке режиссёра Питера Сэлларса. В 1987 году в оперном театре города Вупперталь состоялась премьера оперы на немецком языке в переводе Фридриха Шпангемахера. В 2002 году Осборн создал новую камерную версию оперы для оркестра, состоящего всего из 14 человек. Премьера постановки, осуществлённая Музыкальным театром Уэльса, прошла в челтнемском театре «Everyman Theatre» в рамках Челтенемского музыкального фестиваля. Позже спектакль был показан на музыкальном фестивале в городе Бакстон.

## Действующие лица[3]
| Персонажи               | Голоса           |
| ----------------------- | ---------------- |
| Борис Пастернак         | баритон          |
| Серёжа Спекторский      | баритон          |
| Фрестельн               | баритон          |
| Фардыбасов              | бас              |
| Анна Арильд             | сопрано          |
| Сашка                   | сопрано          |
| Госпожа Фрестельн       | сопрано          |
| Наташа                  | меццо-сопрано    |
| Лемох и Гарри Фрестельн | разговорные роли |

* Имена действующих лиц приведены в соответствии с русским оригиналом книг Пастернака